# Paralleltonart
Als Paralleltonarten bezeichnet man in der Musiktheorie Dur- und Moll-Tonarten, die mit den gleichen Vorzeichen notiert werden. Bei Durtonarten liegt der Grundton der parallelen Molltonart eine kleine Terz unter der Durtonart, bei Molltonarten liegt die parallele Durtonart eine kleine Terz darüber. Eine Übersicht über die Paralleltonarten liefert der Quintenzirkel.
Sie heißen im Englischen relative keys. Den Begriff parallel keys gibt es im Englischen auch, dieser ist jedoch die Bezeichnung für Varianttonarten.

## Paralleltonarten im Quintenzirkel
| Vorzeichen: | 7♭ +fes | 6♭ +ces | 5♭ +ges | 4♭ +des | 3♭ +as | 2♭ +es | 1♭ +b |   | 1♯ +fis | 2♯ +cis | 3♯ +gis | 4♯ +dis | 5♯ +ais | 6♯ +eis | 7♯ +his |
| Dur:        | Ces     | Ges     | Des     | As      | Es     | B      | F     | C | G       | D       | A       | E       | H       | Fis     | Cis     |
| Moll:       | as      | es      | b       | f       | c      | g      | d     | a | e       | h       | fis     | cis     | gis     | dis     | ais     |

Beispiel: D-Dur und h-Moll besitzen die gleichen Vorzeichen (zwei ♯: Fis und Cis). Man sagt:
- h-Moll ist die Mollparallele von D-Dur
- D-Dur ist die Durparallele von h-Moll

### Mollparallele
Zu jeder Durtonart gibt es eine Mollparallele. Ihr Grundton liegt stets eine kleine Terz unter der Durtonart.
Im Quintenzirkel ist der Verschiebung um die kleine Terz Rechnung getragen, indem die Großbuchstaben (Dur) außerhalb des Zirkels genau um diese mit den Kleinbuchstaben (Moll) im Inneren verdreht sind.
Beispiele:
| Durtonart | Mollparallele |
| --------- | ------------- |
| C-Dur     | a-Moll        |
| G-Dur     | e-Moll        |
| D-Dur     | h-Moll        |

Veranschaulichung am Beispiel für C-Dur/a-Moll:
Schrittfolge der Durtonleiter (1 = Ganzton, ½ = Halbton):
| C |   | D |   | E |   | F |   | G |   | A |   | H |   | C |
| - | - | - | - | - | - | - | - | - | - | - | - | - | - | - |
|   | 1 |   | 1 |   | ½ |   | 1 |   | 1 |   | 1 |   | ½ |   |

Schrittfolge der natürlichen Molltonleiter (1 = Ganzton, ½ = Halbton):
| A |   | H |   | C |   | D |   | E |   | F |   | G |   | A |
| - | - | - | - | - | - | - | - | - | - | - | - | - | - | - |
|   | 1 |   | ½ |   | 1 |   | 1 |   | ½ |   | 1 |   | 1 |   |

Vergleich der beiden Schrittfolgen:
| Moll | 1 | ½ | 1 | 1 | ½ | 1 | 1 |   |   |
| Dur  |   |   | 1 | 1 | ½ | 1 | 1 | 1 | ½ |

### Durparallele
Die Durparallele ist das Gegenteil einer Mollparallele.
Um von der Molltonart zur Durparallele zu gelangen, muss man die Durtonart mit den gleichen Vorzeichen verwenden. Der Grundton liegt dann eine kleine Terz höher (1+½ Tonschritte). Die Durparallele hat damit dieselben Vorzeichen. Dadurch verschieben sich die Halbtonschritte von Moll (2–3, 5–6) auf Dur (3–4, 7–8). 
Im Quintenzirkel ist der Verschiebung um die kleine Terz Rechnung getragen, indem die Großbuchstaben (Dur) außerhalb des Zirkels genau um diese mit den Kleinbuchstaben (Moll) im Inneren verdreht sind. 
Beispiele:
| Molltonart | Durparallele | Lage der Halbtonschritte |
| ---------- | ------------ | ------------------------ |
| d-Moll     | F-Dur        | e-f, a-b                 |
| a-Moll     | C-Dur        | h-c, e-f                 |
| e-Moll     | G-Dur        | fis-g, h-c               |

## Parallelklänge
In der Funktionstheorie werden terzverwandte, auf den Nebenstufen einer Tonart gebildete Akkorde als Vertreter der Hauptfunktionen interpretiert und als Parallelklänge bezeichnet. Sie werden mit den Funktionskürzeln p (Mollklänge)  bzw. P (Durklänge) gekennzeichnet. Dabei liegt in Durtonarten der Grundton der Parallele eine Terz unterhalb des Grundtons einer Hauptfunktion, in Molltonarten eine Terz oberhalb. Beispielsweise wird der Parallelklang zur Tonika einer Dur- oder Molltonart Tonikaparallele genannt und je nach Dur und Moll mit Tp oder tP gekennzeichnet. In C-Dur ist die Tp ein a-Moll-Akkord, in a-Moll ist die tP ein C-Dur-Akkord.
Bei einer Umkehrung der parallelen Terzbeziehungen (Terz oberhalb in Dur-, Terz unterhalb in Molltonarten) spricht man seit Wilhelm Maler von Gegenklängen.